# ألفونسو الخامس ملك ليون

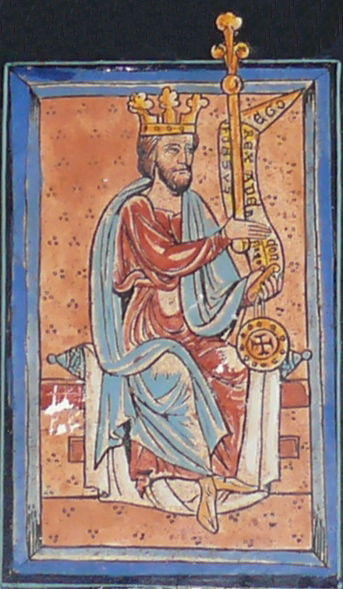
ألفونسو الخامس ملك ليون

ألفونسو الخامس (994 – 7 أغسطس 1028)، الملقب بالنبيل, ملك لمملكة ليون منذ عام 999 م وحتى وفاته عام 1028 م. عرف ألفونسو الخامس بقدراته العسكرية والإدارية. اتخذ كأسلافه من ملوك ليون لقب «إمبراطور» للتأكيد على مكانته بين الحكام المسيحيين في إسبانيا.
خلف ألفونسو والده برمودو الثاني ملك ليون وهو لا يزال طفلاً عام 999 م، فتولت والدته إلبيرة القشتالية والكونت مينندو غونثالث ترتبيته في جليقية, كأوصياء عليه حتى عام 1007 م، حين اعتزلت أمه ودخلت الدير كراهبة.
توفي ألفونسو في 7 أغسطس 1028 م، بسهم أثناء حصاره لمدينة بازو التي كانت بأيدي المسلمين, ودفن إلى جوار زوجته الأولى إلبيرة في كنيسة القديس يوحنا المعمدان والقديس بيلايو، التي نقل إليها بعدئذ رفات إيزيدور الإشبيلي من إشبيلية.

## أسرته
تزوج ألفونسو من إلبيرة منديث عام 1013 م، وهي ابنة مربيه الكونت مينندو غونثالث، وأنجب منها طفلين سانشا الليونية التي تزوجها فرناندو الأول ملك ليون وقشتالة وبرمودو الذي خلفه على عرشه. توفيت إلبيرة في 2 ديسمبر 1022 م، فتزوج ألفونسو من أوراكا غارسيس شقيقة سانشو الثالث ملك نافارا، وأنجبا ابنة أسموها خيمينا.